# Franz Weiss (homme politique, 1887)
Pour les articles homonymes, voir Franz Weiss et Weiss.
Franz Weiss (né le 23 décembre 1887 à Ried et mort le 2 octobre 1974 à Weingarten) est un scientifique et homme politique allemand (CDU). 

## Biographie
Franz Weiss est le fils d'un fermier. Après ses études, il commence à étudier les sciences agricoles dans les universités de Halle, Hohenheim et Giessen, qu'il termine par son doctorat. Il est membre des associations étudiantes catholiques KDStV Carolingia Hohenheim et KDStV Aenania Munich. 
Weiss travaille d'abord comme professeur d'agriculture à Stromberg. En 1913, il entre dans l'Institut national de sélection des semences à Hohenheim en tant que chargé de cours, et à partir de 1920, il dirige le département de sélection des plantes à la Chambre d'agriculture de Stuttgart. Après l'arrivée au pouvoir des nationaux-socialistes, il perd son emploi, puis rejoint le Reichsnährstand en tant que fonctionnaire en 1934 et occupe le poste de directeur général de l'Association de l'industrie des céréales et de la pomme de terre de Wurtemberg. 

## Politique
Weiss est membre du Zentrum avant 1933. Après la Seconde Guerre mondiale, il est l'un des fondateurs de la CDU dans le Wurtemberg-Hohenzollern, dont il devient le président fondateur en janvier 1946. Lors de la première conférence du parti à Sigmaringen, le 23 mars 1946,  il est confirmé à ce poste qu'il occupe jusqu'en septembre 1946. 
Weiss est nommé directeur national de l'alimentation et de l'agriculture par le gouvernement militaire français en 1945. Il est promu directeur ministériel en 1946 et est membre du Secrétariat d'État dirigé par Carlo Schmid du 9 décembre 1946 au 8 juillet 1947 puis ministre de l'Agriculture dans le gouvernement de Wurtemberg-Hohenzollern dirigé par le ministre-président Lorenz Bock jusqu'au 25 avril 1952. Il est membre du Bundestag dans sa première législature (1949-1953). Il représente la circonscription de Balingen au Bundestag. 

## Honneurs
- 1953: Grand officier de l'ordre du Mérite de la République fédérale d'Allemagne